# Sint-Omaars
Sint-Omaars (Frans: Saint-Omer) is een stad in het noorden van Frankrijk (departement Pas-de-Calais), op de grens tussen Frans-Vlaanderen en Artesië, gelegen aan de rivier de Aa en de Canal de Neufossé (Nieuwegracht). De stad had op 1 januari 2022 een oppervlakte van 16,4 vierkante kilometer en telde toen 14.358 inwoners (875,5 inwoners per km²). Sint-Omaars is een regionaal verzorgings- en cultuurcentrum (met scholen, markt, musea) met enige industrie (onder andere textiel, voedingswaren, glas, machines).

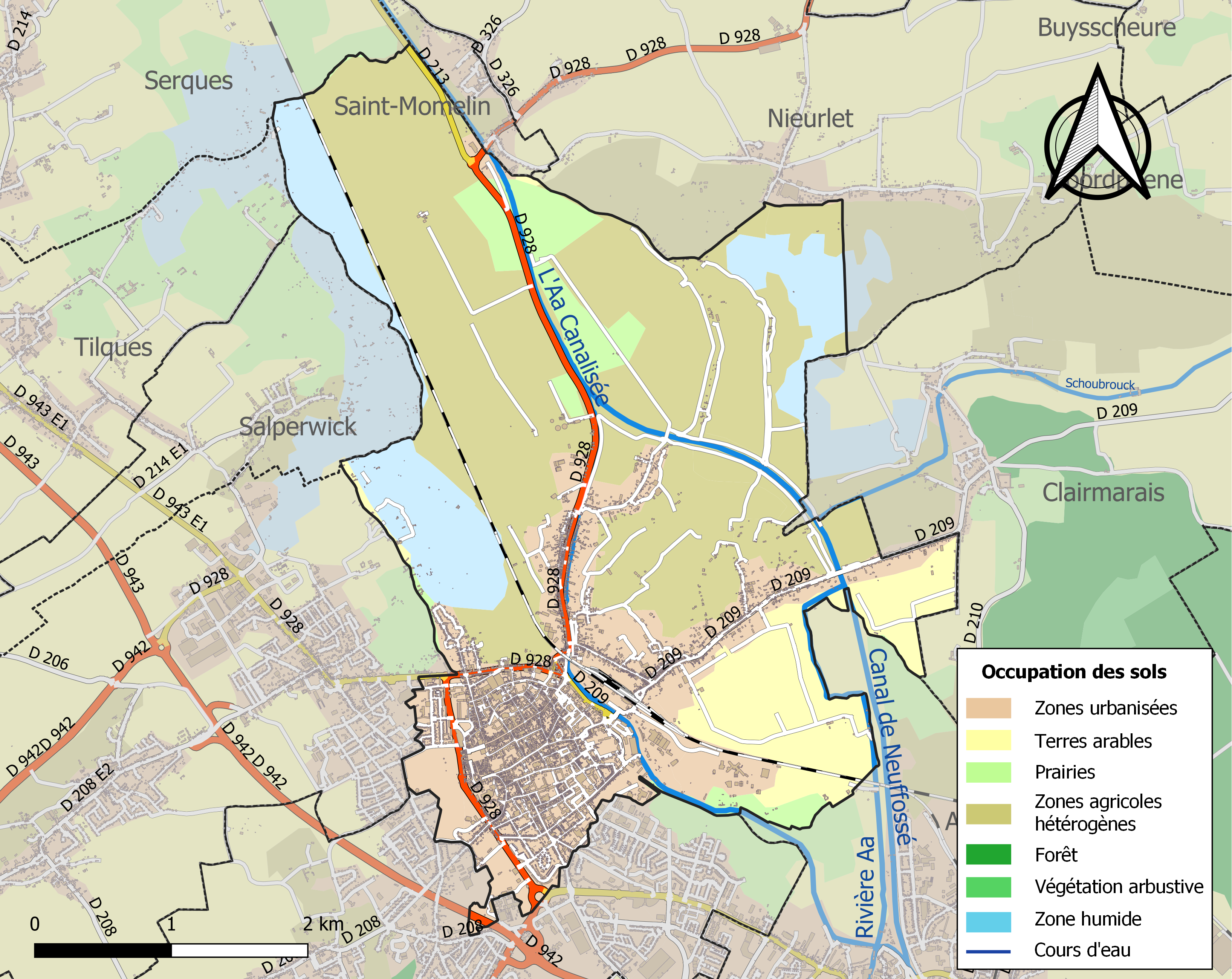
Kaart van de gemeente met de belangrijkste infrastructuur, bodemgebruik en omliggende gemeenten

## Geschiedenis
Sint-Omaars is in de 7e eeuw ontstaan onder de naam Sithiu (Sithieu of Sitdiu), rond de onder impuls van Audomarus (Omaar of Odemaar) gestichte Sint-Bertinusabdij. De abdij ontleent haar naam aan Bertinus van Artesië, die er als metgezel van Audomarus werkzaam was. In de 10e eeuw kreeg de stad haar huidige benaming Sint-Omaars. 
Mét het graafschap Artesië kwam de stad in 932 in bezit van de graven van Vlaanderen, en in de 12e en 13e eeuw bloeide er de lakenindustrie. Tijdens haar grote bloeiperiode was de stad de eerste stad in het westen waaraan officieel stadsrechten verleend werden (1127). Nadien moest de stad haar leidinggevende positie in de lakenhandel afstaan aan Brugge. Sint-Omaars ging door het Verdrag van Pont-à-Vendin op 25 februari 1212 voor Vlaanderen verloren en werd een van de hoofdplaatsen van het nieuw opgericht graafschap Artesië. Ferrand van Portugal probeerde de stad terug te winnen maar hij werd verslagen in de Slag bij Bouvines (1214). Niettegenstaande deze afsplitsing bleef de stad in belangrijke mate binnen het economische netwerk van de Nederlanden. In 1306 kwamen de ambachten van Sint-Omaars in opstand tegen de elite in de stad, wat blijkt uit een brief die Pieter De Coninck uit Brugge aan hen schreef.
In 1384 kwam Sint-Omaars onder de hertogen van Bourgondië. In 1638 deed het Franse leger onder leiding van Gaspard III de Coligny een poging om de stad in te nemen, maar het Spaanse leger wist dit te voorkomen. Bij de Vrede van Nijmegen in 1678 werd de stad aan Frankrijk afgestaan. Van 1559 tot 1790 was zij zetel van het bisdom Sint-Omaars, dat in 1801 definitief werd samengevoegd met het bisdom Atrecht. Tussen 1787 en 1795 trokken enkele duizenden Noord-Nederlandse patriotten als bannelingen naar Sint-Omaars of woonden in de ruime omgeving (Bethune, Waten, Sint-Winoksbergen, Grevelingen, Duinkerke). In de Eerste en Tweede Wereldoorlog werd de stad zwaar beschadigd.

## Bezienswaardigheden
- de gotische Onze-Lieve-Vrouwekerk in Sint-Omaars (13e-15e eeuw), kathedraal van het voormalige bisdom Sint-Omaars, met 50 meter hoge westertoren (eind 15e eeuw), bezit een interessant interieur:
  - een Kruisafneming door Peter Paul Rubens,
  - de zogenaamde Grand Dieu de Thérouanne (Grote God van Terwaan), beeldengroep afkomstig van de voorgevel van de vroegere kathedraal van Terwaan, die door de troepen van keizer Karel V in 1553 werd verwoest,
  - oude grafstenen, waaronder een cenotaaf van de heilige Sint-Audomarus,
  - 12e-eeuwse vloertegels met bloemen en andere figuratieve motieven
  - een astronomisch uurwerk dat gebouwd werd voor het kapittel van de (latere) kathedraal, tussen 1555 en 1559 , om de machtige Sint-Bertinusabdij met kennis te overtroeven
- Het voormalige bisschoppelijk paleis (1680-1701; vergroot in 1843-1844) doet thans dienst als gerechtshof
- De ruïnes van de Abdij van Sint-Bertinus
- De Sint-Dionysiuskerk (Église Saint-Denis) (13e en 18e eeuw)
- De Heilig-Grafkerk (Église du Saint-Sépulcre)  (12e en 15e eeuw)
- Het voormalige Jezuïetencollege, herbouwd in 1592, thans de Bibliothèque de l'Agglomération de Saint-Omer met zijn prachtige Salle du Patrimoine.
- Het Musée Sandelin of Museum voor Schone Kunsten (onder andere edelsmeedwerk, keramiek, Vlaamse schilderkunst) in het classicistische Hôtel Sandelin (1766)
- Het natuurhistorisch Musée Henri Dupuis.
- Het Italiaans theater uit 1840, met de karakteristieken van een Venetiaans theater uit de 17e eeuw[3]

Enkele kilometers ten zuiden van Sint-Omaars ligt La Coupole, een voormalige lanceerbasis voor V-2 raketten van nazi-Duitsland.

## Natuur en landschap
- De moerassen van Klaarmares (Clairmarais), die net voorbij het station tot in de stad reiken. De hoogte aan de kathedraal bedraagt 26 meter.

## Verkeer en vervoer
In de gemeente ligt spoorwegstation Saint-Omer.

## Demografie
Onderstaande figuur toont het verloop van het inwonertal (bron: INSEE-tellingen).

## Geboren
- Jehan Titelouze (ca. 1563-1633), organist-titularis van de Kathedraal van Rouen
- Arnould de Vuez (1644-1720), Vlaams kunstschilder
- Jean-Baptiste Forceville (1660-1739), orgelbouwer
- Joseph Caventou (1795-1877), chemicus
- Hippolyte Carnot (1801-1888), politicus
- Victor-Jules Génisson (1805-1860), kunstschilder
- Joseph Liouville (1809-1882), wiskundige
- Alexandre Ribot (1842-1923), politicus
- Adolphe Hennebains (1862-1914, fluitist
- Max Méreaux (1946), componist
- Vincent Lacressonnière (1967), wielrenner
- Jean-Philippe Vanbeselaere (1969), componist, dirigent en muziekpedagoog

## Overleden
- Boudewijn I van Vlaanderen (ca. 840-879), eerste graaf van Vlaanderen
- Lambertus van Sint-Bertinus (ca. 1060-1125), Vlaams benedictijnermonnik
- Wolfert VI van Borselen (ca. 1433-1486), stadhouder van Holland, Friesland en Zeeland en admiraal van de Nederlanden buiten Vlaanderen
- Ferry van Croÿ (ca. 1470-1524), heer van Rœulx
- Martinus Riethovius (1511-1583), eerste bisschop van Ieper
- Antonius van Grenet van Werp (ca. 1560-1619), Zuid-Nederlands militair
- Frederick Sleigh Roberts (1832-1914), Brits veldmaarschalk

## Foto's

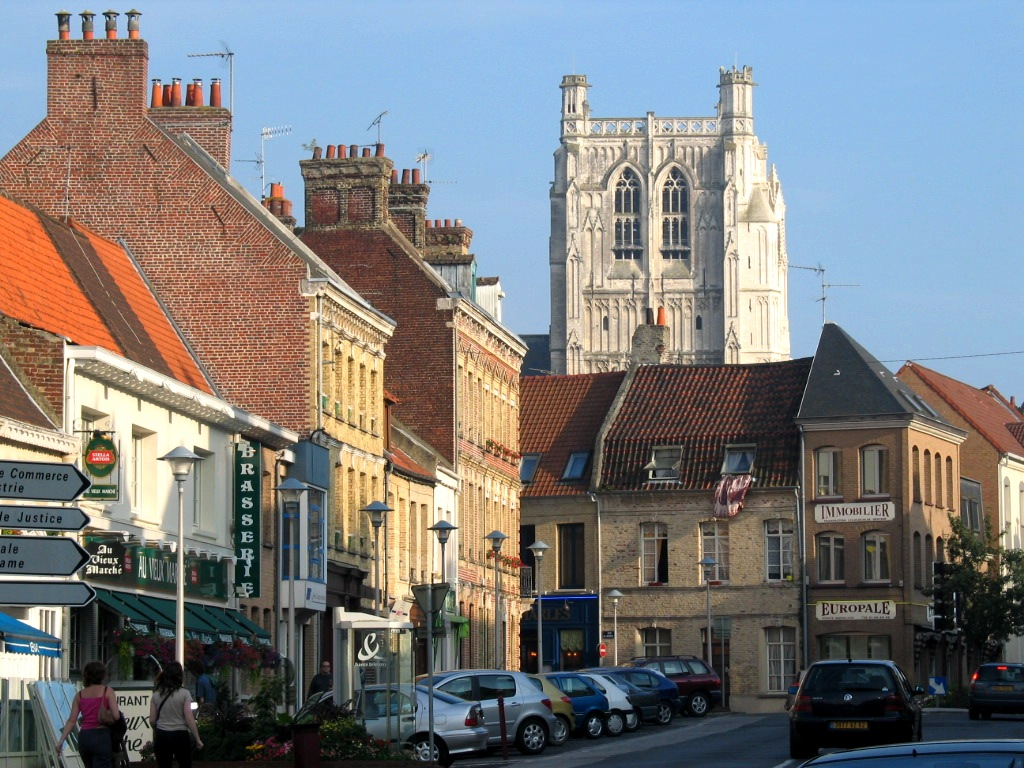
Onze-Lieve-Vrouwekerk (13 juli 2005)
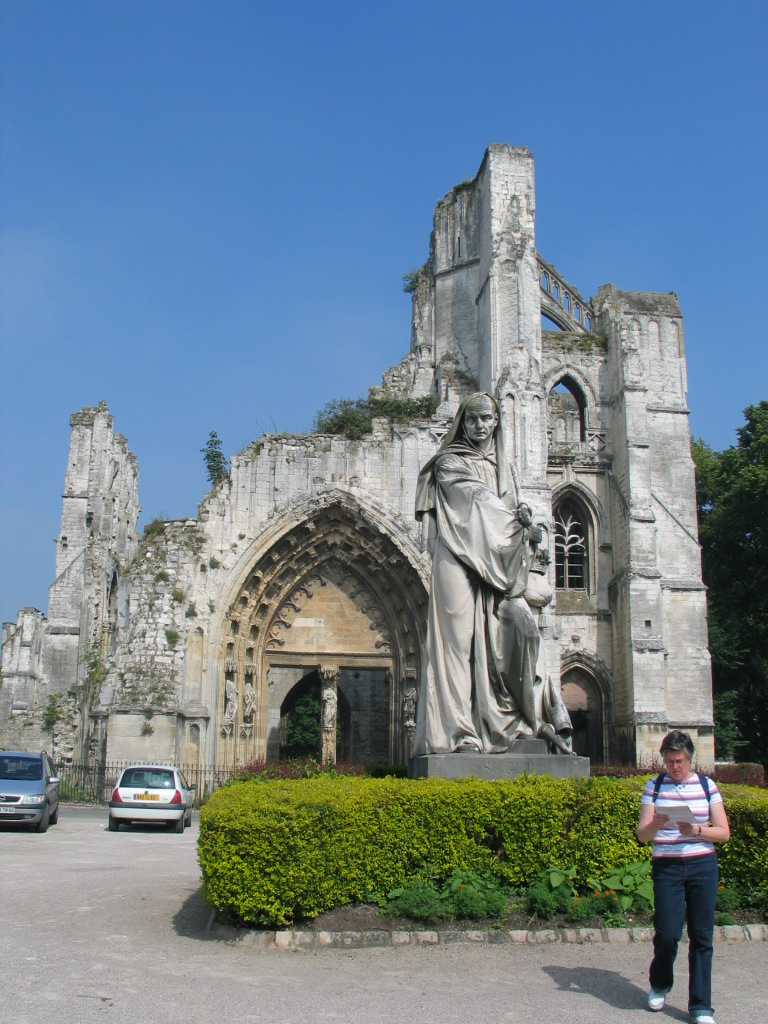
Ruïnes van de Sint-Bertinusabdij (13 juli 2005)
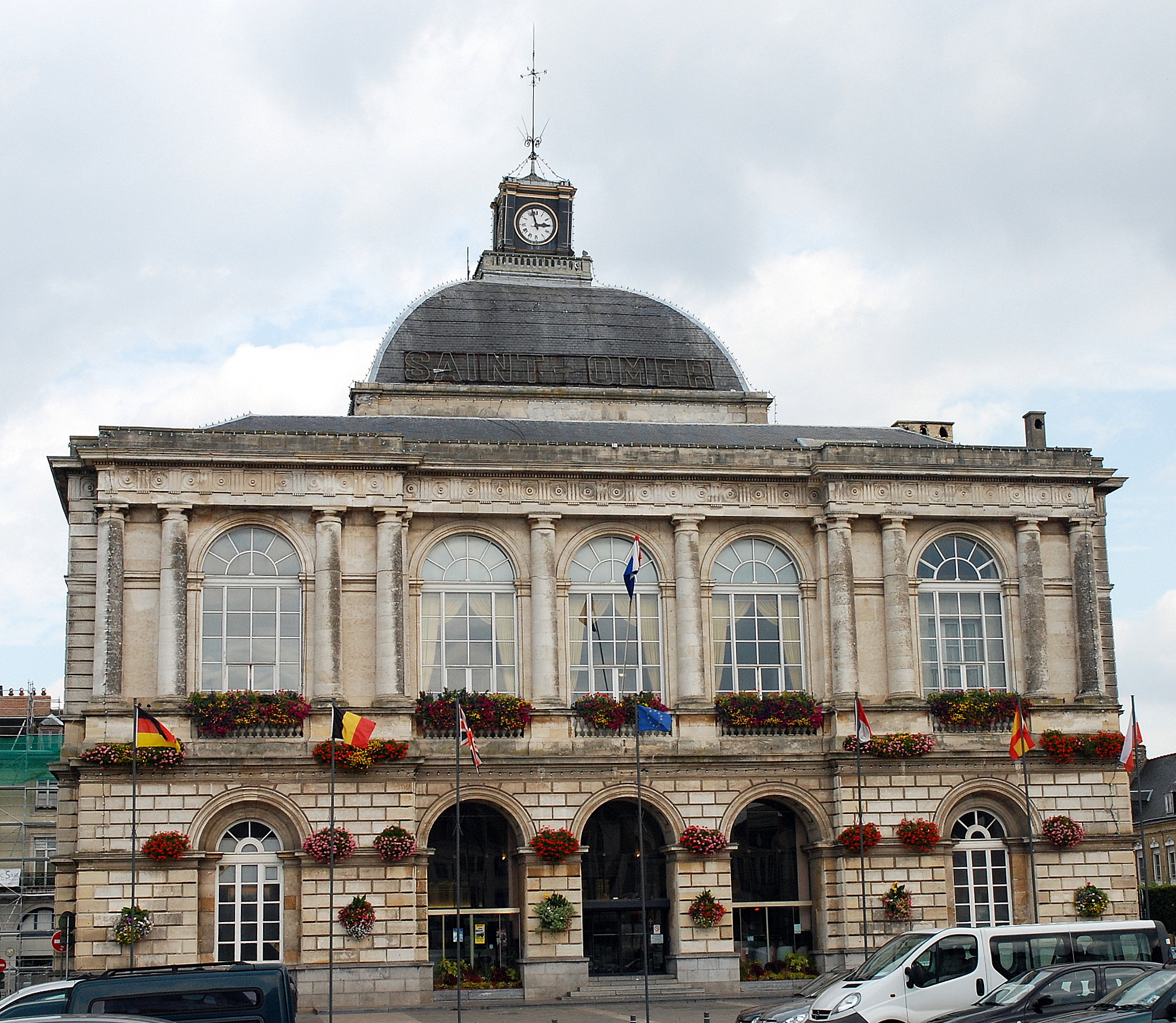
Het gemeentehuis (22 sept 2008)
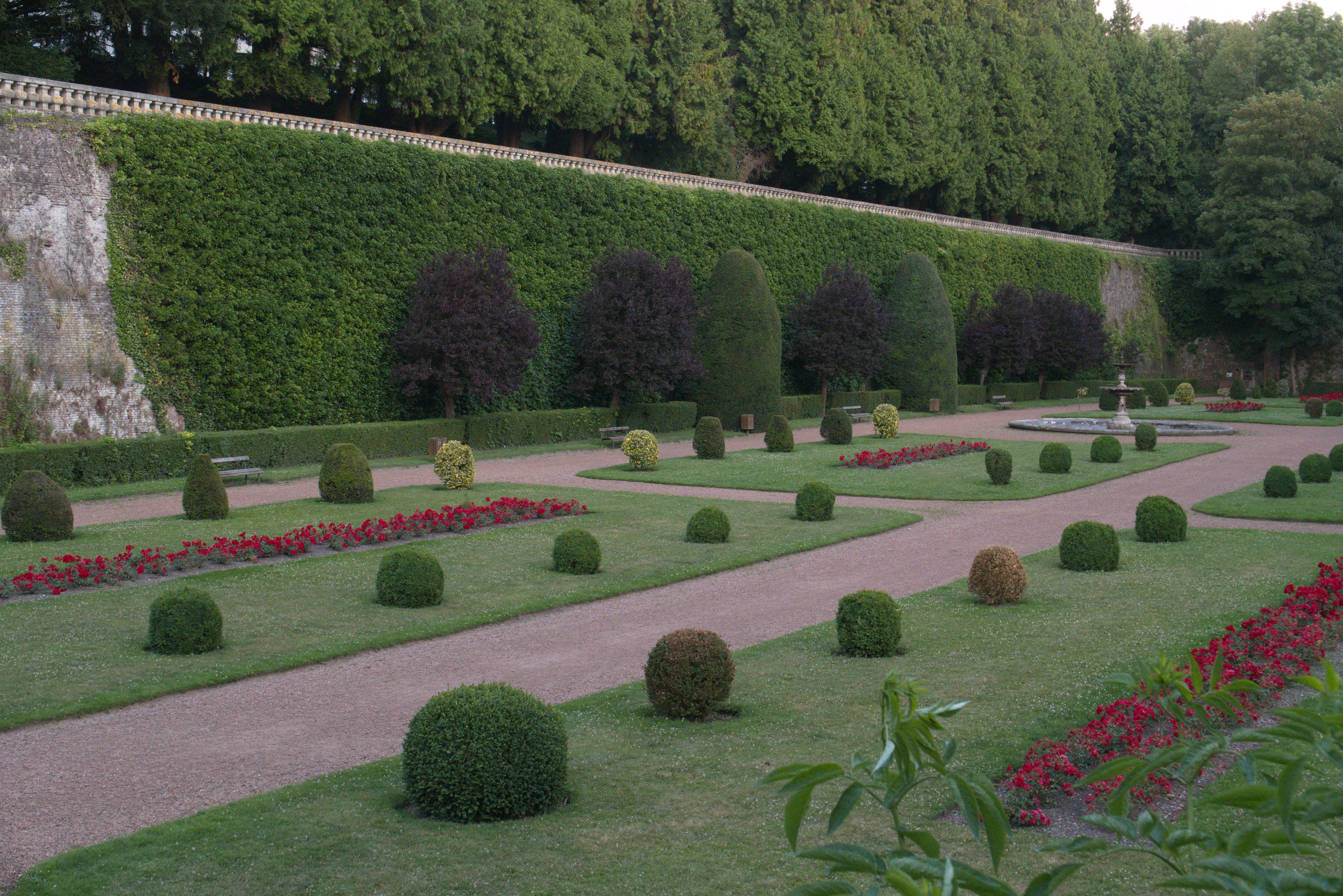
Het park (10 juli 2020)

## Nabijgelegen kernen
Salperwick, Clairmarais, Arques, Blendecques, Saint-Martin-au-Laërt